# Maria Wiktoria Fornari Strata
Maria Wiktoria Fornari Strata, właśc. wł. Maria Vittoria de Fornari Strata (ur. w 1562 w Genui, zm. 15 grudnia 1617 tamże) – włoska mniszka,  założycielka Zgromadzenia Głosicielek Niebiańskich (łac. Ordo SS. Annuntiationis, OSSA), błogosławiona Kościoła rzymskokatolickiego.

## Życiorys
Chciała zostać zakonnicą, jednak posłuszna woli rodziców, wyszła za mąż za Angelo Strata. Mając 25 lat owdowiała. 
W rodzinnym mieście założyła zgromadzenie zakonne dla biednych dzieci (wł.) Santissima Annunziata (Anuncjatki Niebieskie, błękitne siostry). Regułę zakonną napisał jezuita o. Bernardino Zanoni.
Zmarła 15 grudnia 1617 roku w opinii świętości.
Jej nienaruszone ciało spoczywa w kościele klasztoru Zwiastowania w San Cipriano w Genui.
Została beatyfikowana przez papieża Leona XII w dniu 21 września 1828 roku.